# Alexandra Mîrca
Alexandra Mîrca, née le 11 octobre 1993 à Chișinău en Moldavie, est une archère moldave.

## Biographie
Alexandra Mîrca commence le tir à l'arc en 2008. Elle participe à ses premières compétitions internationales en 2009. Son premier podium européen sénior est en 2016, alors qu'elle remporte l'or à l'épreuve par équipe mixte de l'arc classique avec Dan Olaru.
En juillet 2024, elle est nommée porte-drapeau de la délégation moldave aux Jeux olympiques de 2024 en compagnie de l'archer Dan Olaru.

## Palmarès
- Jeux olympiques[1]
  - 17e à l'épreuve individuelle féminine des Jeux olympiques d'été de 2016 à Rio de Janeiro.

- Jeux olympiques de la jeunesse[1]
  - 5e à l'épreuve individuelle féminine des Jeux olympiques de la jeunesse d'été de 2010 à Singapour.

- Championnats d'Europe[1]
  -  Médaille d'or à l'épreuve par équipe mixte aux championnats d'Europe 2016 à Nottingham.